# ジャネット (イギリスの歌手)
ジャネット（本名：Janet Dimech、1951年10月10日 - ）は、ロンドン出身のポピュラー音楽のシンガーソングライター。幼少期はアメリカで育ち、12歳の時にスペインに移り住んだ。PIC-NICというグループで、1967年にデビューした。1971年に『あまのじゃく』"Soy Rebelde"が大ヒット。1976年には、映画『カラスの飼育』に使われ、ジャネットのソロとしてのデビュー曲となった、『行ってしまうから』"Porque te vas"を発表、1981年には"Corazón de Poeta"を発表した。アルバムの代表作に、マヌエル・アレハンドロ作曲の『詩人の心』がある。

## ディスコグラフィ
- Palabras, promesas (1973)
- Jeanette canta Porque te vas y 9 éxitos más  (1976)
- Todo es nuevo (1977)
- Corazón de poeta (1981)
- Reluz (1983)
- Ojos en el sol (1984)
- Loca por la música (1989)
- Sigo rebelde (1996)